# Californication
Californication é o sétimo álbum de estúdio da banda norte-americana de rock Red Hot Chili Peppers. Produzido por Rick Rubin e lançado em 8 de Junho de 1999 pela Warner Bros. Records, Californication marcou o retorno do guitarrista John Frusciante à banda. Frusciante, que havia aparecido em Mother's Milk e Blood Sugar Sex Magik, substituiu Dave Navarro. Este álbum está na lista dos 200 álbuns definitivos no Rock and Roll Hall of Fame
Californication representou uma notável mudança no estilo musical que era produzido com Navarro. Greg Tate, da Rolling Stone, notou que "enquanto os projetos anteriores dos Chili Peppers foram altamente divertidos, Californication se atreve a ser espiritual e epifânico." Os assuntos do álbum incorporaram diversas insinuações sexuais, comummente associadas com a banda; todavia, os temas abordados são mais variados em relação às produções anteriores. Luxúria, morte, suicídio, drogas, globalização e viagens são alguns dos temas presentes em Californication.
É o álbum mais bem-sucedido comercialmente do Red Hot Chili Peppers, tendo vendido mais de 15 milhões de cópias ao redor do mundo, com mais de 7 milhões de cópias vendidas somente nos Estados Unidos. Em 2002, o álbum havia vendido mais de 4 milhões de cópias na Europa.
De Californication saíram alguns dos principais sucessos da banda, como "Otherside", "Californication" e o vencedor do Grammy "Scar Tissue". O álbum atingiu a terceira posição da Billboard 200 nos Estados Unidos.

## Antecedentes
O guitarrista John Frusciante deixou o Red Hot Chili Peppers em meados de 1992, durante a turnê do aclamado Blood Sugar Sex Magik. A banda levou mais de um ano para encontrar outro guitarrista e iniciar, oficialmente, a gravação de um novo álbum. Dave Navarro, ex-Jane's Addiction, foi convidado para participar do grupo após a demissão de Arik Marshall, guitarrista com o qual a turnê do Blood Sugar Sex Magik aconteceu. Navarro foi o guitarrista do álbum seguinte, o One Hot Minute, incorporando elementos do heavy metal e do rock psicodélico. One Hot Minute foi um sucesso comercial, vendendo cerca de cinco milhões de cópias (sucesso menor quando comparado ao do Blood Sugar Sex Magik). Críticos, no entanto, classificaram o álbum como fraco e sem foco. Pouco depois do lançamento do One Hot Minute, Navarro foi demitido devido a divergências internas. No ano seguinte, Frusciante viu-se profundamente dependente de heroína e cocaína, o que o levou à pobreza e quase provocou sua morte. Em janeiro de 1998, recorreu à reabilitação. Em abril de 1998, após três meses de tratamento, Flea fez-lhe uma visita e, abertamente, o convite de retornar à banda. Frusciante aceitou. Logo em seguida, e pela primeira vez em seis anos, os quatro se reuniram para tocarem juntos e produzirem um novo álbum.

## Escrita e Produção
Grande parte do álbum foi escrito nas casas dos membros da banda, no verão de 1998. Kiedis e Frusciante muitas vezes passavam dias juntos, discutindo a criação de músicas, riffs de guitarra e de conteúdo lírico. Baixo e percussão foram construídos através de jams e do trabalho individual de Flea e Smith.
As letras do Californication nasceram de ideias e experiências de vida de Anthony Kiedis. A maior parte do material do álbum veio da "turbulência pessoal e profissional" que os membros da banda passaram e estavam passando. Isso resultou na "abordagem sensível que não se pode esperar de uma banda cujos seguidores são punks de skate e garotos da fraternidade". O ponto principal de Anthony Kiedis foi "contar histórias de almas errantes que perderam o caminho em busca do sonho americano na Califórnia". Como exemplo, temos "Porcelain", em que Kiedis fala de uma jovem mãe, que conheceu no YMCA, que estava tentando tratar de seu vício do álcool, enquanto vivia com sua filha bebê. A canção "Emit Remmus", que é horário de verão soletrado para trás, foi inspirada em um breve relacionamento de Anthony com Melanie Chisholm da Spice Girls.

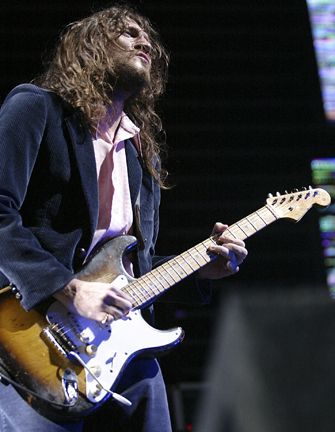
O guitarrista John Frusciante, que já havia produzido com a banda dois álbuns, saiu do vício em drogas e retornou a banda em 1998 para produzir o álbum.

"Get On Top" é uma música que contém o uso de wah pedal para fazer efeito de voz, e foi formada depois de uma jam realizada logo após Frusciante ter escutado Public Enemy: "Eu vim com [o ritmo para a música] na forma de ensaio-apenas tocando-a com o pé." O solo de guitarra discreto no meio da canção foi originalmente destinado a ser mais visível, de acordo com Frusciante, que estava tocando solos de guitarra. Ele mudou seu processo de pensamento depois de ouvir Steve Howe, guitarrista do Yes na canção "Siberian Khatru".  "Savior" apresenta efeitos pesados, principalmente da Electro-Harmonix Micro Synth com a técnica do Delay.
O hit "Around the World", que remonta ao som funk de influência do Red Hot Chili Peppers, foi feito por Frusciante em sua casa. O ritmo e a batida, entretanto, exigiram que ele tocasse a música com o resto da banda, em vez de tocá-la sozinho. O baixo foi composto em "talvez 15 minutos", de acordo com Frusciante. A faixa-título do álbum foi uma dos mais difíceis para a banda compor. Na autobiografia de Kiedis, Scar Tissue, ele revela que a banda teve uma enorme dificuldade em compor a música. Kiedis tinha escrito a letra, que achava uma das melhores que ele já tinha escrito, mas a banda não conseguia decidir a forma como a música deveria soar musicalmente. Enquanto lutavam com a composição, parecia que não seriam capazes de terminar a tempo de incluí-la no álbum. Frusciante completou o riff final, dois dias antes da gravação, depois inspirando-se na canção "Carnage Visors" do The Cure. A faixa título teve intenção de representar os estilos de vida californiano, e mais especificamente, a natureza falsa que está associada a grande parte da Hollywood.
O recorde foi uma mudança de estilo para o Red Hot Chili Peppers, especialmente em comparação com seu álbum anterior, One Hot Minute que combinava vários elementos de hard rock e rock psicodélico, embora Californication ainda contivesse elementos do "punk funk"  (como em "Purple Stain", "Get on Top", "I Like Dirt", "Around the World", e "Right on Time") e riffs melódicos (como em "Scar Tissue" e "Otherside") e fosse focado em canções com mais estrutura, em vez de jams.
Frusciante se aproximou da linha de guitarra presente em "Scar Tissue" como uma tentativa de usar duas notas que são tocadas longe, mas produzem um "ritmo legal". Ele havia explorado essa técnica em seu primeiro álbum solo, Niandra Lades, de 1994.
Frusciante considera "Scar Tissue" um "exemplo muito simples de técnica, mas acho que é um estilo que parece comigo". O guitarrista fez uso de slide-guitar para os solos da música. Get on Top", uma canção que contém uso significativo de um pedal wah , foi formada depois de uma jam session conduzida logo após Frusciante ter ouvido Public Enemy: "Eu criei o ritmo da música no caminho para o ensaio". Apenas batendo com o pé."  O solo de guitarra discreto tocado no meio da música foi originalmente concebido para ser mais perceptível, de acordo com Frusciante, que estava tocando solos de guitarra gritando.

## Capa do Álbum
A famosa capa de Californication é uma longa história. Para mostrar o retorno da banda, especialmente de Frusciante e o novo estilo de fazer música da banda, de um funk agitante e eletrizante para uma música alternativa mais espiritual, os membros pensaram em fazer um disco de rock épico e comunicar isso por meio da capa do álbum. Para isso, Anthony Kiedis precisava de um designer gráfico, então o nome dele era Lawrence Azerrad, que quando foi chamado estava trabalhando dentro do estúdio da Warner Bros. Records. Kiedis disse sobre um sonho de John Frusciante, em que ''havia uma piscina, e o céu estava na água, e a água estava no céu''. A peça chave então se tornou em como traduzir este sonho esteticamente e também tinha que ser algo que a banda sentisse confortável para ser uma representação visual de sua música. Porém, Anthony tinha a ideia de outro conceito. Eles tinham uma enfermeira para tirar o sangue dos membros da banda para uma sessão de foto, a ideia era ampliar microscopicamente os sangues dos integrantes para criar a obra de arte. Visualmente não estava funcionando, mas eles não queriam desistir no desenvolvimento deste conceito. Isto foi enquanto perseguiam o conceito da piscina. Em uma entrevista com Lawrence, ele disse o seguinte sobre o conceito: ''Para compensar o conceito do sangue, eu encontrei um Dr. e Fotógrafo que se especializou em fotografia 3D de biologia microscópica. Usando imagens deste Dr., compusemos colagens e padrões, na esperança de fazer uma capa. Nós tentamos seguir algumas direções ao longo deste percurso, mas a ideia da piscina venceu."
Um grande desafio foi encontrar a piscina certa para fotografar. A banda, o designer e o fotógrafo procuraram centenas de piscinas na área de Los Angeles, até chegar a piscina certa, quando encontraram-a. Logo começou a sessão de design gráfico, que, segundo Lawrence, durou cerca de 5 semanas, e se tornou na memorável e lendária capa do álbum.
A capa de Californication sempre é considerada uma das mais bonitas não só do rock, mas da música popular em geral. O álbum as vezes, chega a ser conhecido apenas pela capa, mesmo que a pessoa nunca tenha ouvido alguma música do álbum.

### Supostas mensagens escondidas
As mensagens subentendidas do álbum Californication começam pelo título. Apesar de o vocalista Anthony Kiedis negar, existe um duplo entendimento no nome ''Californication'', como muitos afirmam, que é uma mistura de Califórnia com ''fornication'' fazendo alusão à fornicação.
Um detalhe que salta aos olhos logo que se presta atenção na capa do CD é a mistura entre o céu e a água da piscina, em que pode-se perceber a presença de nuvens na piscina e ondas no céu; a piscina é o céu e o céu é a piscina.
Olhando a capa de cabeça para baixo, pode-se perceber um cavalo no desenho das nuvens na piscina. Já com a capa virada ao normal, percebe-se um sapo à beira da piscina, que simboliza transformação e o reflexo de um anjo bem sutilmente no vidro atrás da piscina perto do sapo, que significa purificação. Juntando os dois símbolos, a ideia trazida é de se purificar inicialmente, se desprender de conceitos engessados para chegar à transformação.

## Promoção e Lançamento
Rick Rubin produziu os dois álbuns anteriores da banda. No entanto, os Chili Peppers decidiram procurar outros produtores para Californication. David Bowie mostrou grande interesse em trabalhar com a banda e pediu para produzir o álbum; no entanto, o Chili Peppers escolheu permanecer com Rubin para Californication. Rubin havia, no passado, concedido a liberdade criativa dos Chili Peppers em seu material de gravação; isso era algo que eles achavam necessário para o álbum ser único, e só poderia ocorrer com seu retorno. Gravações foram feitas no Cello Studios, em Los Angeles.. No início de 1999, após o processo de gravação, a banda tocou "Scar Tissue", "Otherside" e "Californication" para seus gerentes, e foi decidido que "Scar Tissue" seria o primeiro single do álbum.  Para apoiar a sua reunida line-up, a banda tocou vários bailes em todo o país para promover Californication. Ele gerou uma competição, que pedia aos alunos do ensino médio que escrevessem ensaios sobre "como eles poderiam tornar suas escolas melhores, mais seguras, mais felizes, mais agitadas, de modo que não precisassem ir à escola com medo. Se você escreveu o ensaio, você tem um ingresso grátis para o show".
Californication foi lançado em 8 de junho de 1999, estreando em # 5, mas chegando ao # 3 na tabela Billboard 200 . Na Europa, o álbum alcançou o 5º lugar no Top 40 do Reino Unido, número 1 nas paradas finlandesa, austríaca, sueca e neozelandesa, e número 2 no Top 40 da França e Holanda. Foi certificado ouro pouco mais de um mês depois, em 22 de julho de 1999, e suas vendas contínuas resultaram na certificação de seis vezes platina.  Em março de 2006, os álbuns do Red Hot Chili Peppers foram disponibilizados para compra na iTunes Music Store. Álbuns comprados incluíam novas faixas inéditas ("Fat Dance", "Over Funk" e "Quixoticelixer").

## Desempenho Comercial
Nos Estados Unidos, o álbum estreou e atingiu o número três na Billboard 200 na semana de 26 de junho de 1999, com 189.000 cópias vendidas.[carece de fontes?] Na semana seguinte caiu para o número sete e esteve presente no gráfico por cento e uma semanas. Foi certificado seis vezes platina pela RIAA em 28 de junho de 2016 para embarques de seis milhões.
No Reino Unido, estreou e atingiu o número cinco em 16 de junho de 1999, na semana seguinte caiu para o número sete; o álbum permaneceu no gráfico por cento e sessenta e nove semanas. Foi certificado quatro vezes platina pelo BPI em 2 de setembro de 2016, indicando remessas de um milhão e duzentas mil unidades.
Na Alemanha, foi o álbum mais vendido da banda, permanecendo no Media Control Charts por 114 semanas (mais de 2 anos) e vendendo mais de 750.000 cópias, chegando a 3 × Gold.

## Recepção crítica e legado
| Críticas profissionais | Críticas profissionais |
| Avaliações da crítica  | Avaliações da crítica  |
| Fonte                  | Avaliação              |
| ---------------------- | ---------------------- |
| AllMusic               | [ 21 ]                 |
| Entertainment Weekly   | B+                     |
| The Guardian           | [ 22 ]                 |
| Los Angeles Times      | [ 23 ]                 |
| Mojo                   | [ 24 ]                 |
| NME                    | 6/10                   |
| Pitchfork Media        | 6.8/10                 |
| Q                      | [ 27 ]                 |
| Rolling Stone          | [ 28 ]                 |
| Uncut                  | [ 29 ]                 |

Californication recebeu críticas favoráveis em contraste com o seu antecessor menos popular, One Hot Minute, e foi um sucesso maior em todo o mundo. Rolling Stone creditou Kiedis por seus vocais drasticamente melhorados: "[suas] cordas vocais aparentemente foram colocadas em algumas encruzilhadas e pela reabilitação, e retornaram com um alcance, corpo, tom, soulfulness e sensibilidade melódica nunca antes vistos." Canções como "Otherside" e "Porcelain" foram chamadas "Baladas emocionais", enquanto o álbum como um todo foi "epifanal" e os "adeptos do RHCP estão agora se movendo em direção ao Holy Grail: o salgado casamento de esotérico mitologia e musicalidade insaciável que resgata almas. Outros críticos creditaram o sucesso do álbum ao retorno de Frusciante. Greg Prato, da AllMusic , disse que a "razão óbvia para o renascimento da banda é o reaparecimento do guitarrista John Frusciante", considerando-o o "guitarrista por excelência do RHCP". O álbum como um todo foi "uma bona fide clássica dos Chili Peppers ". Entertainment Weekly também credita Frusciante a transformar o som da banda em um álbum "mais relaxado, menos irritante e, à sua maneira, mais introspectivo do que nunca". Mark Woodlief de Ray Gun comentou que "'This Velvet Glove' atinge um equilíbrio intrincado entre uma base de violão acústico exuberante e rock anthemic", Woodlief continuou: "a intro discoteca de 'Parallel Universe' dá lugar a um tema chamativo e escaldante no refrão".
Enquanto muitos críticos acharam o novo som da banda refrescante, a NME criticou os Chili Peppers por raramente usarem seu som de marca funk, perguntando: "Podemos ter nossos animais rock funk-hop meio mortos e meio vestidos agora, por favor? Tudo essa falsa empatia está começando a fazer minha costela removida formigar". Pitchfork, enquanto considerava o álbum um triunfo sobre One Hot Minute , sentiu que o Californication não tinha o funk que estava sempre presente em Blood Sugar Sex Magik.
Ele passou a escrutinar algumas letras por ser excessivamente sexuais, mas também considerou Frusciante para ser "hoje o melhor guitarrista de rock americano". O crítico Robert Christgau deu ao álbum uma menção honrosa de uma estrela, descrevendo a banda como "New Age fuck fiends" e citando "Scar Tissue" e "Purple Stain" como destaques.[carece de fontes?]
Ao longo dos anos, Californication manteve sua popularidade. "Scar Tissue" ganhou o prêmio Grammy de Melhor Canção Rock em 2000. O álbum ficou em 399 na lista da revista Rolling Stone de 2003, "The 500 Greatest Albums of All Time" e, em 2006, o Chili Peppers gravou uma playlist de cinco sets para Sessões da AOL que incluía "Scar Tissue" e "Californication". O álbum produziu muitos hits para os Chili Peppers; cinco das dezesseis músicas do álbum Greatest Hits foram tiradas do Californication.
O álbum recebeu críticas pelo que Tim Anderson, do The Guardian, chamou de "excessiva compressão e distorção" no processo de masterização digital. A Stylus Magazine rotulou-a como uma das vítimas da loudness war e comentou que ela sofria de um recorte digital de tal forma que "até os consumidores não-audiófilos reclamaram disso". Uma versão inicial e alternadamente masterizada do álbum com uma lista de faixas e mixagem diferentes, provavelmente uma candidata a pré-lançamento, circulou pela internet.

### Reconhecimentos
A informação relativa aos Reconhecimentos de Californication é adaptado da Acclaimed Music.
| Publicação                  | País        | Elogio                                           | Ano  | Rank |
| --------------------------- | ----------- | ------------------------------------------------ | ---- | ---- |
| Robert Dimery               | EUA         | 1001 discos para ouvir antes de morrer           | 2005 | *    |
| Rolling Stone               | EUA         | Lista dos 500 melhores álbuns de sempre          | 2003 | 399  |
| Classic Rock & Metal Hammer | Reino Unido | "Os 200 melhores álbuns dos anos 90"             | 2006 | *    |
| Mojo                        | Reino Unido | "Os 100 Maiores Álbuns de Nosso Tempo 1993-2006" | 2006 | 89   |
| Rolling Stone               | Alemanha    | "500 melhores álbuns de sempre"                  | 2005 | 189  |
| Rock and Roll Hall of Fame  | EUA         | "Top 200 Álbuns de Todos os Tempos"              | 2007 | 92   |

(*) designa listas não ordenadas.

## Turnê
Imediatamente após o lançamento de Californication , a banda embarcou em uma turnê mundial para divulgar e promover o disco, começando nos Estados Unidos. Para culminar a parte americana de sua turnê, os Chili Peppers foram solicitados a fechar o Woodstock '99 , que se tornou famoso pela violência resultante. A banda foi informada minutos antes de chegar que as multidões e fogueiras nos campos tinham saído do controle. Quando os Chili Peppers fizeram uma homenagem à música de Jimi Hendrix, "Fire", para terminar o show como um favor à irmã de Hendrix, a confusão se transformou em violência quando várias mulheres, que estavam surfando na multidão e se divertindo, foram abusadas sexualmente e propriedades próximas foram saqueadas e destruídas. Kiedis sentiu que "Ficou claro que esta situação não tinha nada a ver com Woodstock. Não era o seu símbolo de paz e amor, mas de ganância e dinheiro... Acordamos com jornais e estações de rádio nos caluniando por tocar 'Fire' ”.
Para dar início à turnê europeia da banda, a banda organizou um show gratuito na Praça Vermelha de Moscou, em 14 de agosto de 1999, para uma multidão de mais de 200.000 pessoas. Kiedis recordou a situação: "A Praça Vermelha estava tão cheia de russos de parede a parede que precisávamos de uma escolta policial para chegar perto do palco."  Após a etapa europeia, o grupo fez um show em Nova Iorque, no Windows on the World, para os vencedores do concurso de rádio KROQ, e depois no festival Big Day Out na Austrália após várias datas da turnê japonesa. Flea, no entanto, começou a sentir as repercussões da turnê fazendo com que a banda montasse shows menos extenuantes e, consequentemente, menos compensadores financeiramente para eles. Esses shows terminariam o restante da turnê Californication. Como um dos últimos shows antes do lançamento de seu próximo álbum By the Way, o Chili Peppers tocou no Rock in Rio 3, e foi uma das mais emocionantes de todas as apresentações, por atrair nada mais, nada menos, do que 250 mil pessoas na Cidade do Rock. A noite também foi marcada por muita confusão e invasões aos portões.

## Faixas
Todas as músicas escritas e compostas por Red Hot Chili Peppers (Anthony Kiedis, Flea, John Frusciante e Chad Smith).
| N.º            | Título              | Duração |  |
| 1.             | "Around the World"  | 3:58    |  |
| 2.             | "Parallel Universe" | 4:30    |  |
| 3.             | "Scar Tissue"       | 3:35    |  |
| 4.             | "Otherside"         | 4:15    |  |
| 5.             | "Get on Top"        | 3:18    |  |
| 6.             | "Californication"   | 5:21    |  |
| 7.             | "Easily"            | 3:51    |  |
| 8.             | "Porcelain"         | 2:43    |  |
| 9.             | "Emit Remmus"       | 4:00    |  |
| 10.            | "I Like Dirt"       | 2:37    |  |
| 11.            | "This Velvet Glove" | 3:45    |  |
| 12.            | "Savior"            | 4:52    |  |
| 13.            | "Purple Stain"      | 4:13    |  |
| 14.            | "Right on Time"     | 2:08    |  |
| 15.            | "Road Trippin'"     | 3:25    |  |
| Duração total: | Duração total:      | 56:15   |  |

### B-sides
| Música            | Duração | Lançamento                                                             |
| ----------------- | ------- | ---------------------------------------------------------------------- |
| "Gong Li"         | 3:43    | B-side de "Scar Tissue" e faixa bônus na edição japonesa e australiana |
| "Instrumental #1" | 2:48    | B-side de "Scar Tissue"                                                |
| "Instrumental #2" | 2:34    | B-side de "Californication"                                            |
| "How Strong"      | 4:43    | B-side de "Otherside" e faixa bônus na edição australiana              |
| "Teatro Jam"      | 3:06    | B-side de "Around the World"                                           |
| "Fat Dance"       | 3:40    | B-side de "Around the World"                                           |
| "Over Funk"       | 2:58    | B-side de "Around the World" e "Parallel Universe"                     |
| "Quixoticelixer"  | 4:48    | B-side de "Road Trippin"                                               |
| "Bunker Hill"     | 3:28    | B-side de "Fortune Faded"                                              |

### Singles
| Ano  | Música              | Posições          | Posições   | Posições                     | Posições  | Posições | Posições      | Posições | Posições |
| Ano  | Música              | Billboard Hot 100 | Alt. Songs | US Hot Mainstream Rock Chart | UK Top 40 | Suécia   | Nova Zelândia | França   | Suíça    |
| ---- | ------------------- | ----------------- | ---------- | ---------------------------- | --------- | -------- | ------------- | -------- | -------- |
| 1999 | "Scar Tissue"       | 9                 | 1          | 1                            | 15        |          | 3             | 66       |          |
| 1999 | "Around the World"  |                   | 7          | 16                           | 35        |          | 35            |          |          |
| 2000 | "Otherside"         | 14                | 1          | 2                            | 33        | 19       | 5             |          | 65       |
| 2000 | "Californication"   | 69                | 1          | 1                            | 16        | 37       | 8             |          |          |
| 2000 | "Parallel Universe" |                   | 37         |                              |           |          |               |          |          |
| 2000 | "Road Trippin"      |                   |            |                              | 30        |          | 44            |          | 91       |

## Créditos
Red Hot Chili Peppers
- Anthony Kiedis → vocais
- John Frusciante → guitarra, backing vocal, teclados
- Flea → baixo e backing vocal
- Chad Smith → bateria

Músicos adicionais
- Greg Kurstin → teclados
- Patrick Warren → órgão e Chamberlin em "Road Trippin"

Produção
- Lindsay Chase → coordenador de produção
- Mike Nicholson e Greg Collins → engenharia adicional
- Greg Fidelman → engenharia adicional
- Jennifer Hilliard → assistente de engenharia
- Chris Holmes → engenheiro de mixagem
- Ok Hee Kim → assistente de engenharia
- Vlado Meller → masterização de áudio
- Rick Rubin → produtor
- David Schiffman → engenharia adicional
- Jim Scott → engenharia e mixagem
- John Sorenson → engenharia adicional

Design
- Lawrence Azerrad → direção de arte
- Sonya Koskoff → fotografia
- Red Hot Chili Peppers → direção da arte
- Tony Wooliscroft → fotografia
- Vladimir Meller → masterização

## Desempenho

### Tabelas musicais
| Chart (1999–2011)                | Maior posição |
| -------------------------------- | ------------- |
| Alemanha (Media Control Charts)  | 2             |
| Austrália (ARIA Charts)          | 1             |
| Áustria (Ö3 Austria Top 40)      | 2             |
| Bélgica (Ultratop 50 Flandres)   | 6             |
| Bélgica (Ultratop 40 Valônia)    | 13            |
| Brasil (HITS)                    | 6             |
| Canadá (RPM)                     | 2             |
| Espanha (PROMUSICAE)             | 1             |
| Estados Unidos (Billboard 200)   | 3             |
| European Albums (Billboard)      | 1             |
| Finlândia (Finnish Albums Chart) | 1             |
| França (SNEP)                    | 2             |
| Holanda (Dutch Charts)           | 2             |
| Irlanda (IRMA)                   | 4             |
| Itália (FIMI)                    | 1             |
| Japão (Oricon)                   | 7             |
| Noruega (VG-lista)               | 1             |
| Nova Zelândia (RMNZ)             | 1             |
| Polônia (ZPAV)                   | 22            |
| Portugal (AFP)                   | 2             |
| Reino Unido (UK Albums Chart)    | 5             |
| Suécia (Sverigetopplistan)       | 1             |
| Suíça (Schweizer Hitparade)      | 2             |

## Certificações
| País (Empresa)             | Certificação | Vendas     |
| -------------------------- | ------------ | ---------- |
| Alemanha (BVMI)            | 3× Ouro      | 750,000+   |
| Argentina (CAPIF)          | 3× Platina   | 120,000+   |
| Austrália (ARIA)           | 8× Platina   | 560,000+   |
| Áustria (IFPI)             | 2× Platina   | 100,000+   |
| Bélgica (BEA)              | Platina      | 50,000+    |
| Brasil (Pro-Música Brasil) | 2× Platina   | 500.000+   |
| Canadá (Music Canada)      | 6× Platina   | 600,000+   |
| Espanha (PROMUSICAE)       | 2× Platina   | 200,000+   |
| Estados Unidos (RIAA)      | 7× Platina   | 7,000,000+ |
| Finlândia (IFPI)           | Platina      | 62,365     |
| França (SNEP)              | 2× Ouro      | 200,000+   |
| Holanda (NVPI)             | 2× Platina   | 200.000+   |
| Itália (FIMI)              | 2× Platina   | 50,000+    |
| Japão (RIAJ)               | Platina      | 200.000+   |
| México (AMPROFON)          | Platina      | 150.000+   |
| Noruega (IFPI)             | Ouro         | 25,000+    |
| Nova Zelândia (RMNZ)       | 8× Platina   | 120,000+   |
| Polônia (ZPAV)             | Platina      | 100,000+   |
| Reino Unido (BPI)          | 5× Platina   | 1,500,000+ |
| Suécia (IFPI)              | 2× Platina   | 160,000+   |
| Suíça (IFPI)               | 2× Platina   | 100,000+   |
| Europa (IFPI)              | 4× Platina   | 4,500,000+ |